# Свободная культура
Свободная культура: как крупные медиа используют технологии и закон для закрепощения культуры и контроля творчества (англ. Free Culture: How Big Media Uses Technology and the Law to Lock Down Culture and Control Creativity, в печатном виде вышла под названием англ. Free Culture: The Nature and Future of Creativity) — бестселлер Лоуренса Лессига, опубликованный в интернете под лицензией Creative Commons Attribution/Non-commercial license (by-nc 1.0) 25 марта 2004 года.
Лессиг в предисловии сравнивает «Свободную культуру» со своей предыдущей книгой, «Код и другие законы киберпространства». Он анализирует нарастающее противостояние «пиратства» и концепции интеллектуальной собственности в контексте того, что он называет реально «удручающей угрозой законотворчества». По его мнению, процесс законотворчества в большинстве стран контролируется транснациональными корпорациями, заинтересованными в накоплении капитала, а не в свободном обмене идеями. 
Лессиг разбирает дело «Элдред против Эшкрофта» и попытку разработки закона Элдреда. Он заканчивает свою книгу выводом о том, что у развивающегося информационного общества есть выбор между свободой и феодализмом, который надлежит сделать как можно скорее.